# The Law of Men
Pour plus de détails, voir Fiche technique et Distribution.
The Law of Men est un film muet américain réalisé par Fred Niblo et sorti en 1919.

## Fiche technique
- Titre : The Law of Men
- Réalisation : Fred Niblo
- Scénario : Ella Stuart Carson, d'après une nouvelle de John Lynch
- Chef opérateur : George Barnes
- Direction artistique : C. Tracy Hoag
- Supervision : Thomas H. Ince
- Distribution : Famous Players-Lasky Corporation, Paramount Pictures
- Genre : Film dramatique
- Date de sortie :
  - États-Unis : 27 avril 1919

## Distribution
- Enid Bennett : Laura Dayne
- Niles Welch : Denis Connors
- Andrew Robson : Benton Wade
- Dorcas Matthews :Mildred Wade
- Dorcas Matthews (en) : Jamison Keene
- Frankie Lee : l'enfant